# 3923 Radzievskij
3923 Radzievskij (1976 SN3) là một tiểu hành tinh nằm phía ngoài của vành đai chính được phát hiện ngày 24 tháng 9 năm 1976 bởi N. Chernykh ở Nauchnyj.